# Ferenc Krausz

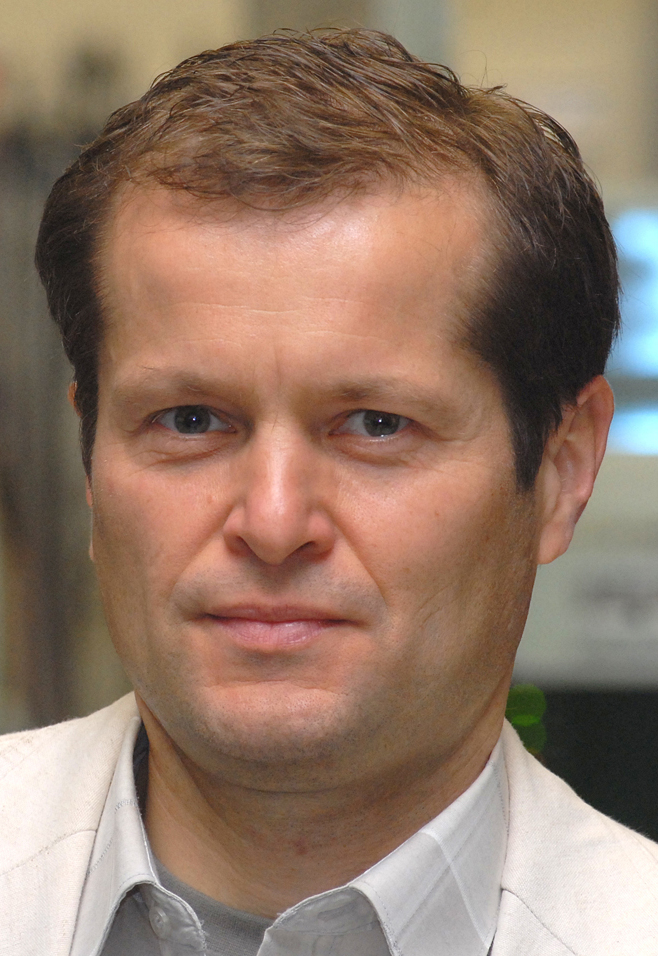
Ferenc Krausz (2010)

Ferenc Krausz (* 17. Mai 1962 in Mór) ist ein ungarisch-österreichischer Physiker und Hochschullehrer. Mit seinem Forschungsteam gelang es ihm als Erstem, einen Lichtpuls von weniger als einer Femtosekunde Dauer sowohl zu erzeugen als auch zu messen. Die Arbeitsgruppe verwendet diese Attosekunden-Lichtpulse, um die Bewegung atomarer Elektronen abzubilden. Diese Leistung markiert den Beginn der Attosekundenphysik. 2023 erhielt er gemeinsam mit Pierre Agostini und Anne L’Huillier den Nobelpreis für Physik.

## Akademischer Werdegang
Krausz studierte von 1981 bis 1985 Theoretische Physik an der Eötvös-Loránd-Universität und Elektrotechnik an der Technischen Universität Budapest. Von 1988 bis 1991 promovierte Krausz an der TU Wien in Laserphysik bei Arnold Schmidt am Institut für Photonik, von 1991 bis 1993 habilitierte er an der Technischen Universität Wien. 1996–1998 war er außerordentlicher Professor für Elektrotechnik an der TU Wien, 1999–2004 ordentlicher Professor. Seit 2004 ist er Direktor am Max-Planck-Institut für Quantenoptik am Hochschul- und Forschungszentrum Garching in Garching bei München und Inhaber eines Lehrstuhls für Experimentalphysik an der Ludwig-Maximilians-Universität München (LMU). Er ist Mitbegründer und war von 2010 bis 2019 einer der beiden Sprecher des Exzellenzclusters Munich-Centre for Advanced Photonics (MAP). Seit 2015 ist er Gründungsdirektor des Centre for Advanced Laser Applications an der LMU und seit 2019 auch Gründungs-CEO des Center for Molecular Fingerprinting in Budapest.

## Forschung
Ferenc Krausz und seinem Forschungsteam ist es erstmals gelungen, einen Lichtpuls von einer Dauer von weniger als einer Femtosekunde experimentell zu demonstrieren und mit diesen Attosekunden-Lichtpulsen die inter-atomare Bewegung von Elektronen in Echtzeit wahrnehmbar zu machen. Diese Ergebnisse markieren den Beginn der Attosekundenphysik.
Die Vorarbeit für diesen Meilenstein leistete Krausz mit seinem Team in den 1990er Jahren mit einer ganzen Reihe von Innovationen zur Weiterentwicklung der Femtosekunden-Lasertechnologie bis an ihre ultimative Grenze – bis hin zu Lichtpulsen, die den überwiegenden Teil ihrer Energie in einer einzigen Schwingung des elektromagnetischen Felds tragen. Eine unabdingbare Voraussetzung für die Erzeugung derart kurzer Lichtblitze ist die hochpräzise Kontrolle der Verzögerung verschiedener Farbkomponenten von breitbandigem (weißen) Licht über eine volle Oktave. Die von Krausz und Szipöcs entwickelten Spiegel aus aperiodischen Multilagen (chirped mirrors) machten eine solche Kontrolle erstmals möglich und bilden heute einen wesentlichen Bestandteil jeder modernen Femtosekunden-Laseranlage. Mithilfe intensiver, aus ein bis zwei Wellenzyklen bestehender Laserpulse konnte Krausz’ Gruppe im Jahr 2001 erstmals einen Attosekunden-Lichtpuls (aus extrem ultraviolettem Licht, EUV) sowohl erzeugen als auch messen und wenig später damit auch die Bewegung von Elektronen auf subatomarer Skala in Echtzeit verfolgen. Die von Krausz und seinem Team demonstrierte Kontrolle der Wellenform von Femtosekundenpulsen und den daraus resultierenden reproduzierbaren Attosekundenpulsen erlaubten die Etablierung der Attosekunden-Messtechnik, wie sie heute als technologische Basis für die experimentelle Attosekundenphysik dient. Mit diesen Werkzeugen gelang Krausz und seinen Mitarbeitern die Steuerung von Elektronen in Molekülen und die erstmalige Echtzeitbeobachtung einer Reihe fundamentaler Elektronenvorgänge wie Tunneln, Ladungstransport, kohärente EUV-Emission, verzögerter Photoeffekt, Valenzelektronen-Bewegung, Kontrolle der optischen und elektrischen Eigenschaften von Dielektrika. Diese Resultate wurden in internationalen Kooperationen erzielt, unter anderem mit den Gruppen von Joachim Burgdörfer, Paul Corkum, Theodor Hänsch, Misha Ivanov, Ulrich Heinzmann, Stephen Leone, Robin Santra, Mark Stockman und Marc Vrakking.
Die Femtosekunden-Lasertechnologie, die als Grundlage für die Attosekunden-Messtechnik diente, nutzen Krausz und sein Team nun zur Weiterentwicklung der Infrarotspektroskopie für biomedizinische Anwendungen. Mit ultrakurzen Infrarot-Laserpulsen angeregte biologische Proben senden Infrarotwellen aus. Durch das Abtasten des elektrischen Feldes dieser Wellen können über die Messung des so genannten „electric-field molecular fingerprint“ (EMF) kleinste Veränderungen in der molekularen Zusammensetzung der untersuchten Proben detektiert werden. Ziel der Forschungskooperation „Lasers4Life“ und „Center for Molecular Fingerprinting“, bestehend aus Laserphysikern, Mathematikern, Medizinern und Molekularbiologen, ist es anhand der Messung des EMF von Blutproben den Gesundheitszustand von Menschen zu verfolgen und Krankheiten im frühen Stadium zu erkennen.
2015 war Krausz bei Thomson Reuters als einer der Favoriten (Clarivate Citation Laureate) für einen Nobelpreis für Physik gelistet, da er sehr oft zitiert wurde. Acht Jahre später, im Jahr 2023, war es dann tatsächlich so weit, mit Pierre Agostini und Anne L’Huillier erhielt er den Nobelpreis.

## Ehrungen
Preise und Auszeichnungen
- 1994: Fritz-Kohlrausch-Preis der Österreichischen Physikalischen Gesellschaft
- 1996: START-Preis
- 1998: Carl-Zeiss-Forschungspreis der Ernst-Abbe-Stiftung
- 2002: Wittgenstein-Preis[28]
- 2003: Julius-Springer-Preis für angewandte Physik
- 2005: Ehrendoktorwürde der Technischen Universität Budapest
- 2006: Gottfried Wilhelm Leibniz-Preis
- 2006: Preis der Stadt Wien für Naturwissenschaften
- 2006: Quantum Electronics Award
- 2011: Verdienstkreuz am Bande der Bundesrepublik Deutschland
- 2013: Internationaler König-Faisal-Preis für Wissenschaft
- 2013: Otto-Hahn-Preis
- 2019: erster Träger der Wladilen Letochow Medaille der EPS[29]
- 2022: Wolf-Preis in Physik[30]
- 2022: BBVA Foundation Frontiers of Knowledge Awards
- 2023: Nobelpreis für Physik
- 2023: Ehrenbürgerschaft in Vösendorf[31]
- 2023: (Hungarian) Public Media’s Person Of The Year Award[32]
- 2024: Großes Goldenes Ehrenzeichen am Bande für Verdienste um die Republik Österreich[33]
- 2024: Bayerischer Maximiliansorden für Wissenschaft und Kunst[34]
- 2024: Johann Joseph Ritter von Prechtl-Medaille[35]

Mitgliedschaften
- 2003: Mitglied der Österreichischen Akademie der Wissenschaften
- 2009: Fellow der Optical Society of America (OSA)[36]
- 2011–2025: Auswärtiges Mitglied der Russischen Akademie der Wissenschaften[37]
- 2012: Mitglied der Academia Europaea
- 2016: Mitglied (Matrikel-Nr. 7676) der Leopoldina[38]
- 2025: Mitglied der Bayerischen Akademie der Wissenschaften[39]